# Grammy Award for Best Instrumental Composition

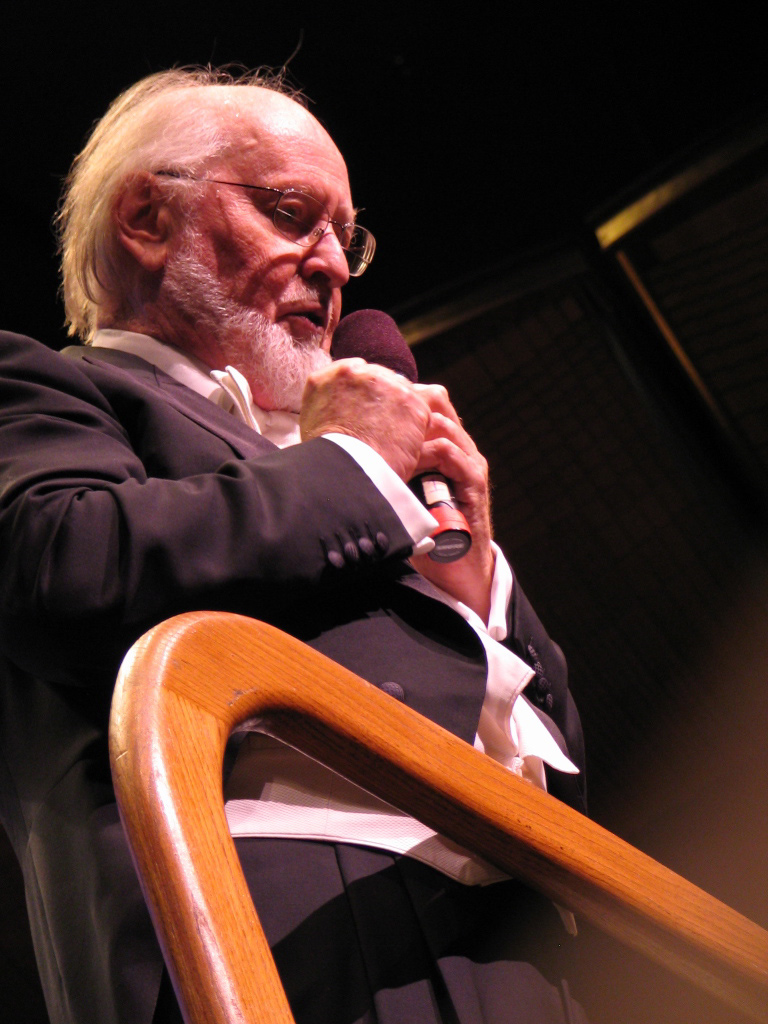
John Williams hat den Grammy Award for Best Instrumental Composition bisher zehn Mal erhalten.

Der Grammy Award for Best Instrumental Composition, auf Deutsch „Grammy-Auszeichnung für die beste Instrumentalkomposition“, ist ein Musikpreis, der seit 1959 von der amerikanischen Recording Academy im Bereich Komposition/Arrangement verliehen wird. Den Preis erhält der Komponist des ausgezeichneten Werkes.

## Geschichte und Hintergrund
Die seit 1959 verliehenen Grammy Awards werden jährlich in zahlreichen Kategorien von der Recording Academy in den Vereinigten Staaten vergeben, um künstlerische Leistung, technische Kompetenz und hervorragende Gesamtleistung ohne Rücksicht auf die Album-Verkäufe oder Chart-Position zu würdigen.
Eine dieser Kategorien ist der Grammy Award for Best Instrumental Composition. Der Preis wird seit 1959 verliehen. Er wird dem Komponisten eines Original-Musikstücks (keine Adaption) überreicht, das erstmals während des Vorjahres veröffentlicht wurde. Die Kategorie ist offen für jeden Musikstil, häufige Sieger sind Kompositionen aus dem Bereich der Jazz- oder Filmmusik.
Der Name der Auszeichnung wurde mehrfach geändert:
- 1958 hieß die Auszeichnung Grammy Award for Best Musical Composition First Recorded and Released in 1958 (over 5 minutes duration)
- 1960 nannte sie sich Grammy Award for Best Musical Composition First Recorded and Released in 1959 (more than 5 minutes duration)
- 1962 wurde der Preis Grammy Award for Best Instrumental Theme or Instrumental Version of Song genannt
- Von 1963 bis 1964 und von 1967 bis 1970 hieß er Grammy Award for Best Instrumental Theme
- 1965 nannte er sich für ein Jahr Grammy Award for Best Instrumental Composition (other than jazz)
- Seit 1971 heißt die Kategorie Grammy Award for Best Instrumental Composition.

## Gewinner und Nominierte
| Jahr                 | Gewinner                                                                                  | Nationalität                                                                              | Werk                                                                                          | Interpret(en)                                                                             | Nominierte | Bild des/der Gewinner(s)                                                                  |
| -------------------- | ----------------------------------------------------------------------------------------- | ----------------------------------------------------------------------------------------- | --------------------------------------------------------------------------------------------- | ----------------------------------------------------------------------------------------- | --- | ----------------------------------------------------------------------------------------- |
| 1959                 | Nelson Riddle                                                                             | Vereinigte Staaten                                                                        | Cross Country Suite                                                                           |                                                                                           | |                                                                                           |
| 1960                 | Duke Ellington                                                                            | Vereinigte Staaten                                                                        | Anatomy of a Murder Soundtrack                                                                |                                                                                           | |                                                                                           |
| 1961                 | Keine Vergabe der Kategorie Grammy Award for Best Instrumental Composition in diesem Jahr | Keine Vergabe der Kategorie Grammy Award for Best Instrumental Composition in diesem Jahr | Keine Vergabe der Kategorie Grammy Award for Best Instrumental Composition in diesem Jahr     | Keine Vergabe der Kategorie Grammy Award for Best Instrumental Composition in diesem Jahr | Keine Vergabe der Kategorie Grammy Award for Best Instrumental Composition in diesem Jahr | Keine Vergabe der Kategorie Grammy Award for Best Instrumental Composition in diesem Jahr |
| 1962                 | Galt MacDermot                                                                            | Kanada                                                                                    | African Waltz                                                                                 | Cannonball Adderley                                                                       | |                                                                                           |
| 1963                 | Bobby Scott und Ric Marlowe                                                               | Vereinigte Staaten                                                                        | A Taste of Honey                                                                              |                                                                                           | |                                                                                           |
| 1964                 | Riz Ortolani                                                                              | Italien                                                                                   | More – Leitmotiv aus Mondo Cane                                                               |                                                                                           | |                                                                                           |
| 1965                 | Henry Mancini                                                                             | Vereinigte Staaten                                                                        | The Pink Panther Theme                                                                        |                                                                                           | |                                                                                           |
| 1966                 | Keine Vergabe der Kategorie Grammy Award for Best Instrumental Composition in diesem Jahr | Keine Vergabe der Kategorie Grammy Award for Best Instrumental Composition in diesem Jahr | Keine Vergabe der Kategorie Grammy Award for Best Instrumental Composition in diesem Jahr     | Keine Vergabe der Kategorie Grammy Award for Best Instrumental Composition in diesem Jahr | Keine Vergabe der Kategorie Grammy Award for Best Instrumental Composition in diesem Jahr | Keine Vergabe der Kategorie Grammy Award for Best Instrumental Composition in diesem Jahr |
| 1967                 | Neal Hefti                                                                                | Vereinigte Staaten                                                                        | Batman Leitmotiv                                                                              |                                                                                           | |                                                                                           |
| 1968                 | Lalo Schifrin                                                                             | Argentinien                                                                               | Mission: Impossible Leitmotiv                                                                 |                                                                                           | |                                                                                           |
| 1969                 | Mason Williams                                                                            | Vereinigte Staaten                                                                        | Classical Gas                                                                                 |                                                                                           | |                                                                                           |
| 1970                 | John Barry                                                                                | Vereinigtes Königreich                                                                    | Midnight Cowboy Leitmotiv                                                                     |                                                                                           | |                                                                                           |
| 1971                 | Alfred Newman                                                                             | Vereinigte Staaten                                                                        | Airport Leitmotiv                                                                             |                                                                                           | |                                                                                           |
| 1972                 | Michel Legrand                                                                            | Frankreich                                                                                | Summer of '42 Leitmotiv                                                                       |                                                                                           | |                                                                                           |
| 1973                 | Michel Legrand                                                                            | Frankreich                                                                                | Leitmotiv aus Brian’s Song                                                                    |                                                                                           | |                                                                                           |
| 1974                 | Gato Barbieri                                                                             | Argentinien                                                                               | Last Tango in Paris Leitmotiv                                                                 |                                                                                           | |                                                                                           |
| 1975                 | Mike Oldfield                                                                             | Vereinigtes Königreich                                                                    | Tubular Bells – Melodie aus The Exorcist                                                      |                                                                                           | |                                                                                           |
| 1976                 | Michel Legrand                                                                            | Frankreich                                                                                | Images                                                                                        | Michel Legrand und Phil Woods                                                             | |                                                                                           |
| 1977                 | Chuck Mangione                                                                            | Vereinigte Staaten                                                                        | Bellavia                                                                                      |                                                                                           | |                                                                                           |
| 1978                 | John Williams                                                                             | Vereinigte Staaten                                                                        | Leitmotiv aus Star Wars                                                                       |                                                                                           | |                                                                                           |
| 1979                 | John Williams                                                                             | Vereinigte Staaten                                                                        | Leitmotiv aus Close Encounters of the Third Kind                                              |                                                                                           | |                                                                                           |
| 1980                 | John Williams                                                                             | Vereinigte Staaten                                                                        | Superman Leitmotiv                                                                            |                                                                                           | |                                                                                           |
| 1981                 | John Williams                                                                             | Vereinigte Staaten                                                                        | The Empire Strikes Back – Soundtrack                                                          |                                                                                           | |                                                                                           |
| 1982                 | Mike Post                                                                                 | Vereinigte Staaten                                                                        | Leitmotiv aus Hill Street Blues                                                               |                                                                                           | |                                                                                           |
| 1983                 | John Williams                                                                             | Vereinigte Staaten                                                                        | Flying – Leitmotiv aus E.T. the Extra-Terrestrial                                             |                                                                                           | |                                                                                           |
| 1984                 | Giorgio Moroder                                                                           | Italien                                                                                   | Liebesmotiv aus Flashdance                                                                    |                                                                                           | |                                                                                           |
| 1985                 | Randy Newman                                                                              | Vereinigte Staaten                                                                        | The Natural                                                                                   |                                                                                           | |                                                                                           |
| 1985                 | John Williams                                                                             | Vereinigte Staaten                                                                        | Olympic Fanfare and Theme – offizielle Musik der Olympischen Sommerspiele 1984                |                                                                                           | |                                                                                           |
| 1986                 | Jan Hammer                                                                                | Vereinigte Staaten Tschechien                                                             | Miami Vice Theme                                                                              |                                                                                           | |                                                                                           |
| 1987                 | John Barry                                                                                | Vereinigtes Königreich                                                                    | Out of Africa                                                                                 |                                                                                           | |                                                                                           |
| 1988                 | Ron Carter, Herbie Hancock, Billy Higgins und Wayne Shorter                               | Vereinigte Staaten                                                                        | Call Sheet Blues                                                                              |                                                                                           | |                                                                                           |
| 1989                 | Mike Post                                                                                 | Vereinigte Staaten                                                                        | Leitmotiv aus L.A. Law                                                                        |                                                                                           | |                                                                                           |
| 1990                 | Danny Elfman                                                                              | Vereinigte Staaten                                                                        | Batman Leitmotiv                                                                              |                                                                                           | |                                                                                           |
| 1991                 | Pat Metheny                                                                               | Vereinigte Staaten                                                                        | Change of Heart                                                                               | Roy Haynes, Dave Holland und Pat Metheny                                                  | |                                                                                           |
| 1992                 | Elton John                                                                                | Vereinigtes Königreich                                                                    | Basque                                                                                        | James Galway                                                                              | |                                                                                           |
| 1993                 | Benny Carter                                                                              | Vereinigte Staaten                                                                        | Harlem Renaissance Suite                                                                      |                                                                                           | |                                                                                           |
| 1994                 | Kenny G                                                                                   | Vereinigte Staaten                                                                        | Forever in Love                                                                               |                                                                                           | |                                                                                           |
| 1995                 | Michael Brecker                                                                           | Vereinigte Staaten                                                                        | African Skies                                                                                 |                                                                                           | |                                                                                           |
| 1996                 | Bill Holman                                                                               | Vereinigte Staaten                                                                        | A View From the Side                                                                          | The Bill Holman Band                                                                      | |                                                                                           |
| 1997                 | Herbie Hancock und Jean Hancock                                                           | Vereinigte Staaten                                                                        | Manhattan (Island of Lights and Love)                                                         | Herbie Hancock                                                                            | |                                                                                           |
| 1998                 | Wayne Shorter                                                                             | Vereinigte Staaten                                                                        | Aung San Suu Kyi                                                                              | Herbie Hancock und Wayne Shorter                                                          | |                                                                                           |
| 1999                 | Bela Fleck, Future Man und Victor Lemonte Wooten                                          | Vereinigte Staaten                                                                        | Almost 12                                                                                     | Bela Fleck & the Flecktones                                                               | |                                                                                           |
| 2000                 | Don Sebesky                                                                               | Vereinigte Staaten                                                                        | Joyful Noise Suite                                                                            |                                                                                           | |                                                                                           |
| 2001                 | John Williams                                                                             | Vereinigte Staaten                                                                        | Leitmotiv aus Angela’s Ashes                                                                  |                                                                                           | |                                                                                           |
| 2002                 | Alan Silvestri                                                                            | Vereinigte Staaten                                                                        | Cast Away Abspann                                                                             |                                                                                           | |                                                                                           |
| 2003                 | Thomas Newman                                                                             | Vereinigte Staaten                                                                        | Six Feet Under Leitmotiv                                                                      |                                                                                           | |                                                                                           |
| 2004                 | Wayne Shorter                                                                             | Vereinigte Staaten                                                                        | Sacajawea                                                                                     |                                                                                           | |                                                                                           |
| 2005                 | Paquito D’Rivera                                                                          | Kuba                                                                                      | Merengue                                                                                      | Yo-Yo Ma                                                                                  | |                                                                                           |
| 2006                 | Billy Childs                                                                              | Vereinigte Staaten                                                                        | Into The Light                                                                                | Billy Childs Ensemble                                                                     | |                                                                                           |
| 2007                 | John Williams                                                                             | Vereinigte Staaten                                                                        | A Prayer for Peace aus dem Spielfilm Munich                                                   |                                                                                           | |                                                                                           |
| 2008                 | Maria Schneider                                                                           | Vereinigte Staaten                                                                        | Cerulean Skies                                                                                |                                                                                           | |                                                                                           |
| 2009                 | John Williams                                                                             | Vereinigte Staaten                                                                        | The Adventures of Mutt (aus dem Spielfilm Indiana Jones and the Kingdom of the Crystal Skull) |                                                                                           | |                                                                                           |
| 2010                 | Michael Giacchino                                                                         | Vereinigte Staaten                                                                        | Married Life aus dem Spielfilm Up                                                             |                                                                                           | |                                                                                           |
| 2011                 | Billy Childs                                                                              | Vereinigte Staaten                                                                        | The Path Among The Trees, from Autumn: In Moving Pictures Jazz – Chamber Music Vol. 2         | Billy Childs Ensemble                                                                     | |                                                                                           |
| 2012                 | Béla Fleck und Howard Levy                                                                | Vereinigte Staaten                                                                        | Life in Eleven                                                                                |                                                                                           | - John Hollenbeck für Falling Men (John Hollenbeck, Daniel Yvinec und das Orchestre National de Jazz – Shut Up and Dance) - Gordon Goodwin für Hunting Wabbits 3 (Get Off My Lawn) (Gordon Goodwin’s Big Phat Band – That’s How We Roll) - Randy Brecker für I Talk To The Trees (Randy Brecker & the DR Big Band – The Jazz Ballad Song Book) - Russell Ferrante für Timeline (Yellowjackets – Timeline)                        |                                                                                           |
| 2013                 | Chick Corea                                                                               | Vereinigte Staaten                                                                        | Mozart Goes Dancing                                                                           | Chick Corea und Gary — Hot House                                                          | - Chuck Loeb für December Dream (Fourplay - Esprit de Four) - Chris Brubeck und Dave Brubeck für Music of Ansel Adams: America (Temple University Symphony Orchestra) - Bill Cunliffe für Overture, Waltz and Rondo (Temple University Symphony Orchestra) - Bill Holman für Without a Paddle (Tall & Small – High On You) |                                                                                           |
| 2014                 | Clare Fischer                                                                             | Vereinigte Staaten                                                                        | Pensamientos for Solo Alto Saxophone and Chamber Orchestra                                    | Clare Fischer Orchestra                                                                   | - Chuck Owen für Bound Away, interpretiert von Chuck Owen und The Jazz Surge - Gordon Goodwin für California Pictures for String Quartet, interpretiert vom Quartet San Francisco - Scott Healy für Koko on the Boulevard, interpretiert vom Scott Healy Ensemble - Vince Mendoza für String Quartet No. 1: Funky Diversion in Three Parts, interpretiert vom Quartet San Francisco                                              |                                                                                           |
| 2015                 | John Williams                                                                             | Vereinigte Staaten                                                                        | The Book Thief                                                                                | John Williams                                                                             | - Stanley Clarke für Last Train to Sanity, interpretiert von der Stanley Clarke Band - Gordon Goodwin für Life in the Bubble, interpretiert von Gordon Goodwin’s Big Phat Band - Rufus Reid für Recognition, interpretiert von Rufus Reid - Edgar Meyer und Chris Thile für Tarnation, interpretiert von Edgar Meyer und Chris Thile                                                                                             |                                                                                           |
| 2016                 | Arturo O’Farrill                                                                          | Vereinigte Staaten                                                                        | The Afro Latin Jazz Suite                                                                     | Arturo O’Farrill und The Afro Latin Jazz Orchestra featuring Rudresh Mahanthappa          | - Bob Mintzer für Civil War, interpretiert von der Bob Mintzer Big Band - David Balakrishnan für Confetti Man, interpretiert vom Turtle Island Quartet - Marshall Gilkes für Vesper, interpretiert von Marshall Gilkes und der WDR Big Band - Rich DeRosa für Neil, interpretiert von der University of North Texas One O’Clock Lab Band                                                                                         |                                                                                           |
| 2017                 | Ted Nash                                                                                  | Vereinigte Staaten                                                                        | Spoken at Midnight                                                                            | Ted Nash Big Band                                                                         | - Thomas Newman für Bridge of Spies (End Title), komponiert von Thomas Newman - Tim Davies für The Expensive Train Set (An Epic Sarahnade for Double Big Band), interpretiert von der Tim Davies Big Band - Alan Ferber für Flow, interpretiert vom Alan Ferber Nonet - Ennio Morricone für L’Ultima Diligenza di Red Rock - Versione Integrale, komponiert von Ennio Morricone                                                  |                                                                                           |
| 2018                 | Arturo O’Farrill                                                                          | Vereinigte Staaten                                                                        | Three Revolutions                                                                             | Arturo O’Farrill und Chucho Valdés                                                        | - Pascal Le Boeuf für Alkaline, interpretiert von Le Boeuf Brothers und dem Jack Quartet - Vince Mendoza für Chorus #3, interpretiert von Vince Mendoza und der WDR Big Band - Nate Smith für Home Free (For Peter Joe), interpretiert von Nate Smith - Chuck Owen für Warped Cowboy, interpretiert von Chuck Owen & the Jazz Surge                                                                                              |                                                                                           |
| 2019                 | Terence Blanchard                                                                         | Vereinigte Staaten                                                                        | Blut und Boden (Blood and Soil)                                                               | Terence Blanchard                                                                         | - Jeremy Kittel für Chrysalis, interpretiert von Kittel & Co. - Alan Silvestri für Infinity War, komponiert von Alan Silvestri - John Powell und John Williams für Mine Mission, komponiert von John Powell und John Williams - Alexandre Desplat für The Shape of Water, komponiert von Alexandre Desplat |                                                                                           |
| 2020                 | John Williams                                                                             | Vereinigte Staaten                                                                        | Star Wars: Galaxy's Edge Symphonic Suite                                                      | John Williams                                                                             | - Fred Hersch für Begin Again, gespielt von Fred Hersch & der WDR Big Band unter Leitung von Vince Mendoza - Brian Lynch für Crucible for Crisis, gespielt von der Brian Lynch Big Band - Vince Mendoza für Love, A Beautiful Force, gespielt von Vince Mendoza, Terell Stafford, Dick Oatts & the Temple University Studio Orchestra - Christian McBride für Walkin’ Funny, gespielt von Christian McBride                      |                                                                                           |
| 2021                 | Maria Schneider                                                                           | Vereinigte Staaten                                                                        | Sputnik                                                                                       | Maria Schneider                                                                           | - Arturo O’Farrill für Baby Jack, gespielt von Arturo O’Farrill & the Afro Latin Jazz Orchestra - Christian Sands für Be Water II, gespielt von Christian Sands - Alexandre Desplat für Plumfield, gespielt von Alexandre Desplat - Remy Le Boeuf für Strata, gespielt von Remy Le Boeuf’s Assembly of Shadows Featuring Anna Webber & Eric Miller                                                                               |                                                                                           |
| 2022                 | Lyle Mays                                                                                 | Vereinigte Staaten                                                                        | Eberhard                                                                                      | Lyle Mays                                                                                 | - Beautiful Is Black von Brandee Younger (Komponistin: Brandee Younger) - Cat and Mouse von Tom Nazziola (Komponist: Tom Nazziola) - Concerto for Orchestra: Finale von Vince Mendoza and the Czech National Symphony Orchestra featuring Antionio Sánchez & Derrick Hodge (Komponist: Vince Mendoza) - Dreaming in Lions: Dreaming in Lions von Arturo O’Farrill and the Afro Latin Jazz Ensemble (Komponist: Arturo O’Farrill) |                                                                                           |
| 2023 5. Februar 2023 | Geoffrey Keezer                                                                           | Vereinigte Staaten                                                                        | Refuge                                                                                        | Geoffrey Keezer                                                                           | - African Tales von Tasha Warren & Dave Eggar (Komponist: Paquito D’Rivera) - El país invisible von Miguel Zenón, José Antonio Zayas Cabán, Ryan Smith & Casey Rafn (Komponist: Miguel Zenón) - Fronteras (Borders) Suite: Al-Musafir Blues von Danilo Pérez featuring the Global Messengers (Komponist: Danilo Pérez) - Snapshots von Tasha Warren & Dave Eggar (Komponist: Pascal Le Boeuf)                                    |                                                                                           |
| 2024 4. Februar 2024 | John Williams                                                                             | Vereinigte Staaten                                                                        | Helena’s Theme                                                                                | John Williams                                                                             | - Amerikkan Skin von Lakecia Benjamin featuring Angela Davis (Komponist: Lakecia Benjamin) - Can You Hear the Music von Ludwig Göransson (Komponist: Ludwig Göransson) - Cutey and the Dragon vom Quartet San Francisco featuring Gordon Goodwin’s Big Phat Band (Komponist: Gordon Goodwin, Raymond Scott) - Motion von Béla Fleck, Edgar Meyer & Zakir Hussain featuring Rakesh Chaurasia (Komponist: Edgar Meyer)             | John Williams 2011                                                                        |
| 2025 2. Februar 2025 | Pascal Le Boeuf                                                                           | Vereinigte Staaten                                                                        | Strands                                                                                       | Pascal Le Boeuf, Christian Euman und das Akropolis Reed Quintet                           | - At Last von Shelly Berg (Komponist: Shelton G. Berg) - Communion vom Christopher Zuar Orchestra (Komponist: Christopher Zuar) - I Swear, I Really Wanted to Make a “Rap” Album but This Is Literally the Way the Wind Blew Me This Time von André 3000 (Komponisten: André 3000, Surya Botofasina, Nate Mercereau, Carlos Niño) - Remembrance von Chick Corea & Béla Fleck (Komponist: Chick Corea)                            |                                                                                           |